# Alfredo Caronia
| Odkryte planetoidy: 4 | Odkryte planetoidy: 4 | Odkryte planetoidy: 4 |
| --------------------- | --------------------- | --------------------- |
| (25602) Ucaronia      | 2 stycznia 2000       |                       |
| (27270) Guidotti      | 2 stycznia 2000       |                       |
| (42614) Ubaldina      | 2 marca 1998          |                       |
| (100897) Piatra Neamt | 5 maja 1998           |                       |
| 1. 2.                 |                       |                       |

Alfredo Caronia (ur. 30 lipca 1949 w Rzymie) – włoski astronom amator.
Wspólnie z innymi astronomami odkrył 4 planetoidy. Prowadził obserwacje w obserwatorium astronomicznym w San Marcello Pistoiese.
Planetoida (25602) Ucaronia została nazwana dla uhonorowania Umberto Caronii, ojca astronoma.